# تيم هاتاور
تيم هاتاور (بالإنجليزية: Tim Hightower)‏ هو لاعب كرة قدم أمريكية أمريكي، ولد في 23 مايو 1986 في سانتا آنا في الولايات المتحدة.

## وصلات خارجية
- تيم هاتاور على موقع مرجع كرة القدم المحترفة.كوم (الإنجليزية)